# Свистун молуцький
Свистун молуцький (Pachycephala mentalis) — вид горобцеподібних птахів родини свистунових (Pachycephalidae). Ендемік Індонезії. Входить до видового комплексу золотистого свистуна.

## Опис
У самців молуцьких свистунів горло біле, під дзьобом невелика чорна пляма. Чорна смуга на грудях не з'єднана з чорною головою.

## Підвиди
Виділяють три підвиди:
- P. m. tidorensis van Bemmel, 1939 — острови Тернате і Тідоре;
- P. m. mentalis Wallace, 1863 — острови Бачан, Хальмахера і Моротай[en];
- P. m. obiensis Salvadori, 1878 — острови Обі[en].

## Поширення і екологія
Молуцькі свистуни мешкають на острові Хальмахера і на сусідніх островах в провінції Північне Малуку. Вони живуть переважно в тропічних лісах.